# Фламенка
«Фламенка» — давньопровансальська новела невідомого автора, написана близько 1234 року; один з великих зразків куртуазного роману. Єдиний рукопис новели, що складається з 8087 віршів окситанською мовою, з відірваними початком і кінцем (де могло бути ім'я автора), знаходиться в бібліотеці Каркассона.